# البؤساء
البؤساء أو البائسون (بالفرنسية: Les Misérables) هي رواية تاريخية ملحمية من تأليف الكاتب الفرنسي فكتور هوغو نشرت سنة 1862، وتعد من أشهر روايات القرن التاسع عشر، إنه يصف وينتقد في هذا الكتاب الظلم الاجتماعي في فرنسا بين سقوط نابليون في 1815 والثورة الفاشلة ضد الملك لويس فيليب في 1832. إنه يكتب في مقدمته للكتاب: «تخلق العادات والقوانين في فرنسا ظرفًا اجتماعيًا هو نوع من جحيم بشري. فطالما توجد لا مبالاة وفقر على الأرض، كتب كهذا الكتاب ستكون ضرورية دائمًا».
تصف البؤساء حياة عدد من الشخصيات الفرنسية على طول القرن التاسع عشر الذي يتضمن حروب نابليون، مركزةً على شخصية السجين السابق جان فالجان ومعاناته بعد خروجه من السجن.
تعرض الرواية طبيعة الخير والشر والقانون في قصة أخاذة تظهر فيها معالم باريس، الأخلاق، الفلسفة، القانون، العدالة، الدين وطبيعة الرومانسية والحب العائلي. لقد ألهم فيكتور هوجو من شخصية المجرم/الشرطي فرانسوا فيدوك ولكنه قسم تلك الشخصية إلى شخصيتين في قصته.
رواية البؤساء ظهرت على المسرح والشاشة عبر المسرحية التي تحمل نفس الاسم
وأيضاً تم إنشاء فيلم للرواية نفسها باسم البؤساء (فيلم 2012) وقد حقق مبيعات ضخمه
حتى أن تقيمه قد وصل إلى 7.6/10 وقد حصل على عدة جوائز.
تدور أحداث الرواية عن الحياة الاجتماعية البائسة التي عاشها الفرنسيون بعد سقوط نابليون في عام 1815 والثورة التي حكم عليها بالفشل ضد الملك لويس فيليب في عام 1832، حيث يصور الكاتب المعاناة التي عاشها الفرنسيون من خلال شخصية جان فالجان الذي عانى مرارة السجن وعانى أيضًا بعد خروجه منه.

## الرواية

لقطة لغلاف رواية البؤساء مترجمة من منير البعلبكي، ونشرتها دار العلم للملايين.

تبدأ الرواية عام 1815 في مدينة ديني الفرنسية، حيث كان جان فالجان للتو قد أطلق سراحه بعد تسعة عشر سنة قضاها مسجونًا في سجن طولون، لأنه سرق خبز لأخته وأطفالها الذين يتضورون جوعًا، وأربعة عشر سنة أخرى عن محاولاته العديدة للهرب. والآن، يرفض أصحاب الفنادق في مدينة ديني استقباله لديهم بسبب جوازه الأصفر الذي يشير إلى كونه مجرما سابقاً. وينام على قارعة الطريق يملأه الغضب والمرارة.
يستضيفه شارل ميريل أسقف مدينة ديني في بيته، وفي الليل يهرب جان فالجان سارقاً أواني الفضية من بيت الأسقف، وعندما تقبض عليه الشرطة، يتظاهر ميريل بأنه هو من أعطى هذه الفضيات لجان فالجان، ويصر عليه بأن يأخذ شمعدانين فضيين أيضًا، كأنما قد نسي ذلك البارحة. تقبل الشرطة هذا التبرير وتمضي. فيخبر ميريل جان فالجان بأن حياته قد وهبت لله، وأن عليه أن يستخدم المال الذي تعدله هذه الفضيات ليجعل من نفسه رجلاً صالحًا.
يأخذ جان فالجان كلمات ميريل ويمضي، وفي طريقه يسرق نقوداً من أحد الأولاد ويطرده، لكنه سرعان ما يندم لذلك، وعاد يبحث عن الولد ليعيد إليه نقوده، وفي الوقت نفسه كانت سرقته قد بلغت للشرطة، فيختبئ جان فالجان حينما يبحثون عنه، لأن القبض عليه يعني إعادته إلى سجن طولون مدى الحياة.
تمر ستة أعوام، ويصير جان فالجان - مستخدماً اسم مادلين - مالكاً ثرياً لمصنع في مدينة مونتريل سرمير ويتم تعيينه عمدة للمدينة. وبينما هو يسير في طرق المدينة شاهد رجلاً محصورًا تحت عجلات العربة، وحينما لم يتطوع أحد لإنقاذه يقرر أن ينقذه بنفسه فيستلقي بنفسه تحت العربة ويرفعها لينقذ بذلك الرجل. ضابط شرطة في المدينة، لاحظ ذلك، المحقق جافيير، والذي كان حارساً في سجن طولون وقت احتجاز جان فالجان، وأخذ يشك بالعمدة بعد أن شاهد قوته في رفع العربة. قد كان يعرف شخصاً واحداً بهذه القوة، مجرماً اسمه جان فالجان.
قبل ذلك بسنوات، عاملة اسمها فانتين، كانت تحب رجلاً تخلى عنها، وعن طفلتها كوزيت، وعندما وصلت فانتين إلى مدينة مونتفيرميل تركت طفلتها كوزيت في رعاية عائلة تيناردييه، صاحب نزل فاسد وزوجته سيئة الطباع.
فانتين لم تكن تعلم أن التيناردييه كانوا يسيئون معاملة كوزيت، ويستغلونها لتعمل لديهم في النزل، وتستمر جاهدة في تلبية طلباتهم الابتزازية والوهمية. وتتعرض مع ذلك للطرد من مصنع جان فالجان، بسبب اكتشاف قصة طفلتها التي أنجبتها دون زواج. في نفس الوقت، طلبات تيناردييه المالية تزداد، وبكل يأس تضطر فانتين لبيع شعرها وأسنانها الأمامية، والعمل في مهن وضيعة لتدفع لتيناردييه. ومع مرور الوقت تمرض فانتين.
تتعرض فانتين للمضايقة في الشارع من أحدهم، فترد بضربه ويقبض عليها جافيير. ورغم توسلها له بأن يطلقها لتتمكن من توفير النقود لابنتها كوزيت، يحكم عليها جافيير بالسجن ستة أشهر. يتدخل العمدة مادلين (جان فالجان) ويأمر باطلاق سراحها، يقاوم جافيير ذلك لكن جان فالجان يتمكن من إنقاذها. يشعر جان فالجان بالمسؤولية لأنها طردت من مصنعه، ويعدها بأن يحضر كوزيت لها وأن يأخذها للمستشفى.
فيما بعد يحصل أن يتهم رجل جائع بالسرقة بعد أن التقط من الطريق العام غصنًا فيه بقايا فاكهة. ولما كان هذا الرجل كثير الشبه بجان فالجان فقد وجهت له تهمة السرقة على أنه هو جان فالجان مع ربطها بتهمة سرقة سابقة لنقود طفل ظناً بأن جان فالجان قام بها بعد خروجه من السجن بأيام. أما مفتش الشرطة جافيير فقد كان من أكثر المتحمسين لإلصاق التهمة بذلك الرجل، وشهد أمام المحكمة أنه جان فالجان نفسه، ولم يكن هناك أحد يشك بصحة شهادة مفتش الشرطة جافيير فهو كان ضمن سجاني السجن آنذاك.
سلم مسيو مادلين أو جان فالجان، نفسه للمحكمة بعد صراع طويل مع الذات وتأنيب ضمير كي ينقذ ذلك الرجل البريء وكشف عن حقيقة نفسه مما عرضه لعقوبة السجن من جديد، وقد نظرت له المحكمة على أنه صاحب سوابق. ولكنه وخلال نقله من مكان إلى آخر مع مجموعة من المحكومين استطاع الفرار والاختفاء من جديد، وقضى بقية حياته طريدًا بعد أن تبنى كوزيت ابنة فانتين بعد وفاتها وكرس حياته لإسعادها.
تعبير «البؤساء» تعبير فرنسه بالضبط إلى الإنجليزية، فبالفرنسية له معنيان، إنه يعني: «ناس يعيشون في بؤس»; وهو يعني أيضًا: «ناس يعيشون خارج المجتمع وفي فقر مدقع». إن اهتمام فيكتور هوجو بالعدالة الاجتماعية واهتمامه بهؤلاء البؤساء واضح، لكن لم تكن رغبة فيكتور هوجو في تحسين الظروف للمواطنين العاديين في فرنسا التي جعلت هذه الرواية رواية عظيمة، إن البؤساء رواية عظيمة لأن فيكتور هوجو كان رومانسيًا في قلبه، والكتاب مليء بلحظات من الشعر العظيم والجمال. إن فيه عمق الرؤية وحقيقة داخلية جعلت منه عملًا كلاسيكيًا لايحدده وقت، أحد الأعمال العظيمة في الأدب الغربي حتى اليوم بعد 153 سنة من كتابته، يظل كتاب البؤساء قصة قوية.

## شخصيات الرواية
- جان فالجان او مادلي
- العمدة مادلين
- فانتين
- كوزيت
- تينيارديه
- مدام تينارديه
- المفتش جافير
- ماريوس بونتمرسي
- ايبونين
- الأسقف ميريل
- أزلما
- غافروش
- أنجلوراس
- كوريڤيراك

## الترجمات العربية
صدرت عدة ترجمات لهذه الرواية للغة العربية، اعتمدت لأسباب فنية عنوان «البؤساء» بجمع التكسير عوض «البائسون» جمع المذكر السالم الأصح نحويًا أو «البؤَس»، وكان ذلك لاعتبارات فنية بحتة. كما جرت العادة مع الروايات الشعبية المترجمة.
تعد ترجمة منير البعبلكي الصادرة في 1950 من 5 أجزاء (دار العلم للملايين) والتي تقع في 2340 صفحة، وترجمة مؤيد الكيلاني الكاملة الصادرة في 1990 (دار الحياة اللبنانية)، من أبرز الترجمات العربية الكاملة للقصة العملاقة بكامل أجزاءها. ظهرت الكثير من الترجمات العربية للرواية، واشتهرت ترجمة شاعر النيل حافظ ابراهيم لها، على الرغم من انه ترجم جزئين من اصل خمسة أجزاء من الرواية.

## اقتباسات
منذ نشره الأصلي النص الاصلي للرواية، كانت موضوع لعدد كبير من التعديلات في أنواع عديدة من الوسائط، مثل الكتب والأفلام والمسرحيات والألعاب. تشمل:
- البؤساء (فيلم 1935) من إخراج ريتشارد بوليسلاوسكي، النجوم فريدريك مارج وتشارلز لوتون.
- The 1937 radio adaptation  [لغات أخرى]‏ by أورسن ويلز.[9]
- البؤساء (فيلم 1952) من إخراج لويس مايلستون، بطولة مايكل ريني وروبرت نيوتن  [لغات أخرى]‏.
- The 1958 film adaptation  [لغات أخرى]‏ directed by Jean-Paul Le Chanois, with an international cast starring جان غابين، برنارد بلير، وبورفيل.[10] Called "the most memorable film version," it was filmed in East Germany and was overtly political.[11]
- The 1978 television film adaptation  [لغات أخرى]‏, starring ريتشارد جوردن and أنتوني بركنز.
- The 1980 musical, by ألان بوبليل and Claude-Michel Schönberg.[12]
- البؤساء (فيلم 1982)، إخراج روبرت حسين، بطولة لينو فنتورا وميشيل بوكيه.
- البؤساء (فيلم 1995)، من قبل كلود ليلوش، بطولة جان بول بلموندو [13]
- البؤساء (فيلم 1998)، بطولة ليام نيسون وجيوفري راش.[14]
- البؤساء (مسلسل التلفزيوني 2000)، بطولة جيرارد ديبارديو وجون مالكوفيتش.[15]
- البؤساء (فيلم 2012) للموسيقى، بطولة هيو جاكمان، راسل كرو، آن هاثاواي وأماندا سيفريد.[16]
  - The film received eight جائزة الأوسكار nominations including جائزة الأوسكار لأفضل فيلم، جائزة الأوسكار لأفضل ممثل for Jackman, and won three, for جائزة الأوسكار لأفضل خلط أصوات، جائزة الأوسكار لأفضل مكياج وتصفيف شعر، وجائزة الأوسكار لأفضل ممثلة مساعدة for Hathaway.
- A 2013 Japanese مانغا adaptation by Takahiro Arai, to be published in شوغاكوكان's Monthly Shonen Sunday  [لغات أخرى]‏ magazine from September 2013.[17]
- An upcoming BBC miniseries by أندرو ديفيز، starring دومينيك واست، ديفيد أويلو and ليلى كولينز.[18]

## أنظر أيضًا
- البؤساء (فيلم 2012)
- البؤساء (أنيمي)
- البؤساء (فيلم 1944)

## روابط خارجية
- البؤساء على موقع الموسوعة البريطانية (الإنجليزية)